# Burg Kutin
Die Burg Kutin oder Burg Quetzin ist eine abgegangene spätslawische Inselburg auf der dem Ort Quetzin (Plau am See) vorgelagerten Kohlinsel im Plauer See in Mecklenburg-Vorpommern. Sie wird als eine zum Stamm der Warnower gehörende slawische Hauptburg (Gauburg) betrachtet. Der dendrochronologische Nachweis von Siedlungsspuren auf der Insel reicht bis ins späte 10. Jahrhundert zurück. In deutschen Quellen wird sie erstmals im 12. Jahrhundert als „Castrum Cutsin“ erwähnt.
Die Anlage liegt größtenteils unter Wasser, da der Wasserspiegel heute fast zwei Meter höher als in der Slawenzeit liegt. Die Erhöhung ist bedingt durch die Einwanderung deutscher Siedler nach Mecklenburg im 12. Jahrhundert, die im nahegelegenen Plau an der Elde Wassermühlen bauten und so den Wasserspiegel des Plauer Sees erheblich erhöhten. Ihren Namen verdankt die Insel dem Anbau von Kohl im 19. Jahrhundert innerhalb des Burgwalls. Von 2000 bis 2003 erfolgten auf der Insel dreijährige interdisziplinäre Untersuchungen an der Burgstelle, die unter anderem durch Ausgrabungen, mit dem Magnometer, dem Sedimentsonar und mittels Bohrungen durchgeführt worden sind. Sie ergaben eine Abfolge von unterschiedlichen Bauphasen ab dem Jahr 1024. Der Wall bestand aus mit Erde gefüllten Holzkästen. Der Wall brannte ab und wurde 1132 nochmals erneuert. Zu den geborgenen Fundstücken zählen Münzen aus der Zeit um 1080, Glasperlen und Keramikreste sowie Knochen.
Nach dem Tod Niklots 1160 nahm Heinrich der Löwe eine verfassungsrechtliche Neuordnung Mecklenburgs vor, indem er die Söhne Niklots von der Herrschaft ausschloss und sächsische Ministeriale mit der Verwaltung beauftragte. In diesem Zusammenhang belegte er die Burganlage mit einer sächsischen Besatzung unter Ludolf von Dahlum (Ludolf von Braunschweig). Im Kampf um sein Erbe im Frühjahr 1164 zog Pribislaw vor die Burg in Quetzin und verlangte die Übergabe. Die Burgbesatzung kapitulierte und zog unter freiem Geleit ab. Das Land Kuissin kam 1167 als Lehnsbesitz an Nikolaus I. (Mecklenburg). Nach der Ersten Mecklenburgischen Hauptlandesteilung von 1234 fiel es an die Herrschaft Parchim-Richenberg und gelangte später in den Besitz der Herren von Werle.
Das eher versteckt liegende Quetzin verlor nach der Gründung der für den Handelsverkehr weitaus günstiger gelegenen Siedlung Plau nach 1225 zunehmend seine Bedeutung.